# Näringsrik sjö

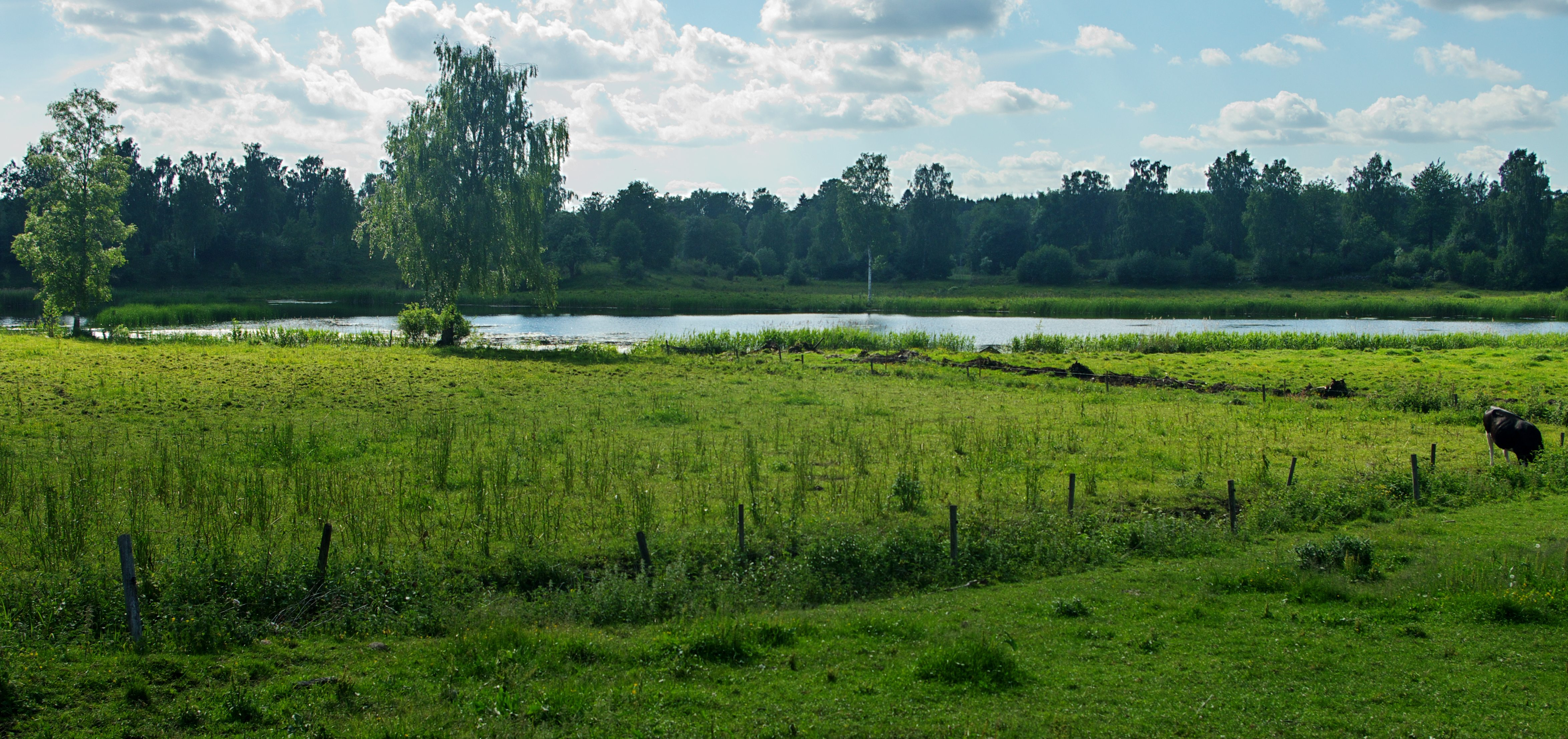
Skårsjön är en näringsrik sjö i Västergötland.

En näringsrik sjö eller eutrof sjö är en sjö vars tillrinningsområde gör vattnet rikt på närsalter. Typexempel är sjöar som får sitt vatten från brunjordar eller åkermark. Vattnet är också i dessa omgivningar ofta rikt på löst kalk (kalciumkarbonat), vilket ger dessa sjöar neutralt eller svagt basiskt pH. 

## Biotiska och abiotiska faktorer
I en näringsrik sjö finns ett samspel mellan de biotiska och abiotiska faktorer som gör det möjligt att organismerna kan leva men faktorerna kan leda till brister också.
I näringsrika sjöar är planktonproduktionen hög. Den stora planktonmängden gör att vatten släpper igenom ljus sämre och att fotosyntes och syresättning framförallt sker ovanför 3-15 meters djup. Den höga produktionen och ansamlingen av organiskt material på botten leder ofta till syrebrist under språngskiktet. Övergödslingen av jordbruksmarker, även utsläpp av närsalter eller av organiska ämnen från avlopp, kan leda till att produktionen av alger och plankton ökar på ett onaturligt sätt. Onaturligt hög produktion leder till ökad andning hos nerbrytare. Under vintrar med is, när syre inte kan nå vattnet, kan svår syrebrist uppstå med fiskdöd som följd. 
Under sommarhalvåret är vattnets genomskinlighet mycket låg på grund av stora mängder växtplankton. Detta kan leda till att sjöar periodvis kan ha mycket höga pH-värden.

## Organismsamhälle hos näringsrika sjöar
Näringsrika sjöar är rika på liv och närsalter; där finns gott om ljus och näring. Därför finns mycket växter och finns också rovdjur och många insekter, grodor, kräldjur och fåglar. I den näringsrika sjön växer sumpmarksväxter tätt utmed stranden. Vass är vanlig och kaveldun finns nästan bara i den här miljön. Ofta finns också ett brett bälte av flytbladsväxter som näckrosor och gäddnate. En typisk flytbladsväxt är andmat. För att näringsrika sjöar har breda vassbälten och har ett rikt fågelliv brukar de kallas för fågelsjöar. Vanliga fåglar är sothöns och skrattmåsar.
Produktionen av planktonalger är hög och de blågröna bakterierna når en topp på sensommaren. Den stora mängden plankton gör att vattnet släpper igenom ljus dåligt. Fotosyntes och syresättning sker därför mest ovanför tre till femton meters djup, beroende på hur näringsrik sjö är.

## Ett exempel på en näringsväv
Näringsväv börjar med växter som finns i stranden, t.ex. vass och säv och flytbladsväxter. Det börjar också finnas plankton, alger och blågröna bakterier. Sötvattensgråsugga, buksimmare och dammussla äter växter som finns vid stranden, t.ex. vass och sumpmarksväxter. Där finns också den stora dammvattenloppan och insekter som äts av vattenspindel. Abborren äter vattenspindlar och insekter och alla små organismer, och gäddan äter abborren.

## Människans hot mot näringsrika sjöar
Människor kan skada näringsrika sjöar genom 
- Industriavfall: det kan innehålla giftiga ämnen som kan vara livsfarliga för sjöars liv och kan vara farligt till sjöar miljö.
- Försurningen: sjöar är mycket känsligt för försurning och det sker genom sura marken som finns runt en sjö och genom sur nederbörd som faller över en sjö eller över marken. Nederbörd blir sur på grund av utsläpp av industri och fossila bränslen.

Man kan lösa det här problemet genom att minska förbränningen, främst av fossila bränslen.